# 卡門·莫拉
卡門·莫拉（西班牙語：Carmen Maura，1945年9月15日—），女，馬德里人，西班牙演員。卡門·莫拉早期與導演阿莫多瓦合作了不少重要作品如《修女夜難熬》、《慾望法則》和《瀕臨崩潰邊緣的女人》。除了參與阿莫多瓦的電影外，也與不少名導演合作，如法蘭西斯·柯波拉、卡洛斯·索拉、伊格萊希亞等。曾經獲得四次哥雅獎（三次女主角及一次女配角），2006年以《玩美女人》與其他女演員共同獲得坎城影展最佳女演員獎。

## 生平
卡門·莫拉原本在歌廳當歌手，1970年因參與電影《The Man in Hiding》的演出而從此踏入電影界，之後雖然演出不少劇情片，但當時仍以喜劇的演出聞名。1980年首次與阿莫多瓦合作演出《佩比、露西、朋》，接下來便接連合作了五部片，包括代表作《瀕臨崩潰邊緣的女人》，也讓她得到歐洲電影獎最佳女演員。兩人的合作關係卻在此片之後終止，自此十多年兩人皆未再合作拍片，直到2006年時再次參與演出阿莫多瓦的《玩美女人》，該片原片名Volver有回歸的意思，間接暗示莫拉再次回歸到阿莫多瓦的電影中。

## 主要作品
- 1980年 佩比、露西、朋（Pepi, Luci, Bom）
- 1983年 修女夜難熬（Entre tinieblas）
- 1984年 我造了什麼孽？（Qué he hecho yo para merecer esto?）
- 1986年 鬥牛士（Matador）
- 1987年 慾望法則（La ley del deseo）
- 1988年 瀕臨崩潰邊緣的女人（Mujeres al norde de un ataque de nervios） Ay, Carmelal
- 1990年 卡美娜萬歲（¡Ay, Carmela!）
- 1998年 甜蜜愛麗絲（Alice et Martin）
- 2000年 謀財管委會（La comunidad）
- 2002年 八百子彈（800 balas）
- 2004年 溫馨快遞（25 Degrees in Winter）
- 2005年 我的酷兒婚禮（Reinas）
- 2006年 玩美女人（Volver）
- 2009年 柯波拉之家族秘辛（Tetro）
- 2010年 通往幸福的六樓階梯（Service Entrance）
- 2011年 巴黎G體驗（Let My People Go!）
- 2013年 女巫不該讓男人流淚（Las brujas de Zugarramurdi）